# Liste der Monuments historiques in Plourivo
Die Liste der Monuments historiques in Plourivo führt die Monuments historiques in der französischen Gemeinde Plourivo auf.

## Liste der Bauwerke
| Bezeichnung          | Beschreibung | Standort                    | Kennzeichnung | Schutzstatus | Datum | Bild           |
| -------------------- | ------------ | --------------------------- | ------------- | ------------ | ----- | -------------- |
| Monolithisches Kreuz |              | Rue Alain Barbetorte (Lage) | PA00089519    | Inscrit      | 1927  | weitere Bilder |
| Kreuz                |              | Rue Alain Barbetorte (Lage) | PA00089518    | Classé       | 1911  | weitere Bilder |

## Liste der Objekte
- Monuments historiques (Objekte) in Plourivo in der Base Palissy des französischen Kultusministeriums